# König von Deutschland (Rio-Reiser-Lied)
König von Deutschland ist ein Lied von Rio Reiser, das im November 1986 auf seinem Solo-Debütalbum Rio I. erschien und als Single ausgekoppelt wurde.
Rio Reiser selbst wird oftmals nach diesem Lied als „König von Deutschland“ tituliert.
Ursprünglich entstand das Lied bereits 1975 (mit anderen Strophentexten) für Reisers damalige Band Ton Steine Scherben und wurde vereinzelt schon 1976 bei einigen Auftritten der Band gespielt. Für die Kompilation Deutschland – Das Beste von Rio Reiser wurde das Lied 1994 mit einem von Reiser aktualisierten Text als Version #94 neu aufgenommen und noch einmal als Single veröffentlicht.

## Liedtext
Das Lied ist eine satirische Reflexion der bundesdeutschen Politik und Populärkultur Mitte der 1980er Jahre. Der Text wurde im Laufe der Zeit immer wieder verändert und umgedichtet, teils durch Reiser selbst, teils durch andere Interpreten.
In Deutschland gehört das Lied mittlerweile zur Folklore, auch Jahrzehnte nach der Veröffentlichung können viele Menschen den Großteil des Liedtextes mitsingen. Dabei spielt es keine Rolle, dass der Text mal leicht verändert wird. An vielen Stellen wird er auch gern absichtlich verändert interpretiert, um einen aktuelleren politischen Bezug herzustellen.
Beginn und Refrain lauten wie folgt:
Jede Nacht um halb eins, wenn das Fernsehen rauscht
Leg ich mich aufs Bett, und mal mir aus
Wie es wäre, wenn ich nicht der wäre, der ich bin
Sondern Kanzler, Kaiser, König oder Königin
(ab hier folgen jeweils Aufzählungen, was man als König machen würde)
Refrain:
Das alles und noch viel mehr
Würd ich machen
Wenn ich König von Deutschland wär

## Anspielungen auf bekannte Personen
Im Liedtext werden folgende bekannte Persönlichkeiten der (Zeit-)Geschichte erwähnt:
Version von 1986
- Helmut Kohl, damaliger Bundeskanzler
- Antonio Vivaldi, Komponist
- Ronny = Ronald Reagan, damaliger US-Präsident
- Robert Lembke, Moderator von Was bin ich?
- Sissi = Elisabeth von Österreich-Ungarn, österreichische Kaiserin
- Helmut Schmidt, Bundeskanzler a. D.
- Franz Josef Strauß, damaliger bayerischer Ministerpräsident
- Reinhard Mey, Liedermacher
- Paola und Kurt Felix, Moderatorenduo von Verstehen Sie Spaß?

Version von 1994
- Birgit Broiler = Birgit Breuel, Vorstandssprecherin der Treuhandanstalt
- Die Prinzen, Musikgruppe
- Hans Meiser, Moderator
- Klaus Kinkel, damaliger Außenminister
- Rudolf Scharping, damaliger SPD-Kanzlerkandidat
- Rudi Carrell, Entertainer und Moderator
- Karel Gott, Schlagersänger
- Thomas Gottschalk, Moderator
- Alexander Schalck-Golodkowski, DDR-Devisenbeschaffer

## Coverversionen
Von dem Lied gibt es zahlreiche Coverversionen, teilweise mit veränderten Texten, unter anderem von C.I.A. mit Axel Kurth (WIZO) und Bela B. (Die Ärzte), von J.B.O., von Ferris MC, Roger Cicero, Bill Kaulitz von Tokio Hotel, Daniel Küblböck, Der Checker, Mono & Nikitaman, Gregor Meyle und von der Band Echt. Eine „weibliche“ Version mit dem Titel Königin von Deutschland gibt es von Nessi Tausendschön und Deine Cousine (2025). Die Charts erreichten – im Gegensatz zu Reiser selbst – die Versionen von Helmut & die Kanzlerband (Kanzler von Deutschland, 2003, DE #80) und Daniel Küblböck (2005, DE #29, AT #67).

## Trivia
- Nachdem Rio Reiser 1990 in die PDS eingetreten war, gestattete er der PDS, den von einem Kinderchor gesungenen Titel König von Deutschland als Wahlkampfsong zu benutzen. Dies führte unter anderem dazu, dass das Original kaum mehr im Radio gespielt und der Videoclip von VIVA boykottiert wurde.[8][9]
- Der Song spielt eine elementare Rolle in dem Action-Thriller Das Phantom von Dennis Gansel. Hier wird das Lied von Hilmi Sözer und Jürgen Vogel gesungen.
- Ende 2006 verwendete die Handelskette Media Markt die Melodie und Textzeilen für eine Werbekampagne.[4]
- Der Song war in abgeänderter Form ebenfalls Teil eines Werbespots für Legoland Deutschland.
- Auf der Ki.Ka-Sommertour 2008 sang der Löwe Oli das Lied unter dem Titel König der Tiere.
- Die Satiresendung Extra 3 nutzte das Lied als Vorbild für ein Spottlied auf den Limburger Bischof Franz-Peter Tebartz van Elst.
- Peter Zudeick veröffentlichte 2013 das Buch Das alles und noch viel mehr würden wir machen, wenn wir Kanzler von Deutschland wär'n.
- In der Satiresendung heute-show wurde das Lied im Dezember 2016 zu einem Spottlied über den damaligen frisch gewählten US-Präsidenten Donald Trump adaptiert und von Carolin Kebekus vorgetragen.
- Die US-amerikanische Metalband Metallica spielte das Lied während eines Open-Air-Konzertes vor 60.000 Zuschauern auf dem Mannheimer Maimarktgelände am 25. August 2019. Das Stück war Teil der sogenannten Showsequenz „The Outlaw Torn“.[10][11]
- 2021 wurde das Lied erneut von der Satiresendung Extra 3 als Spottlied über den Kandidaten für den CDU-Vorsitzenden Friedrich Merz verwendet.[12]